# Trattato di Brömsebro

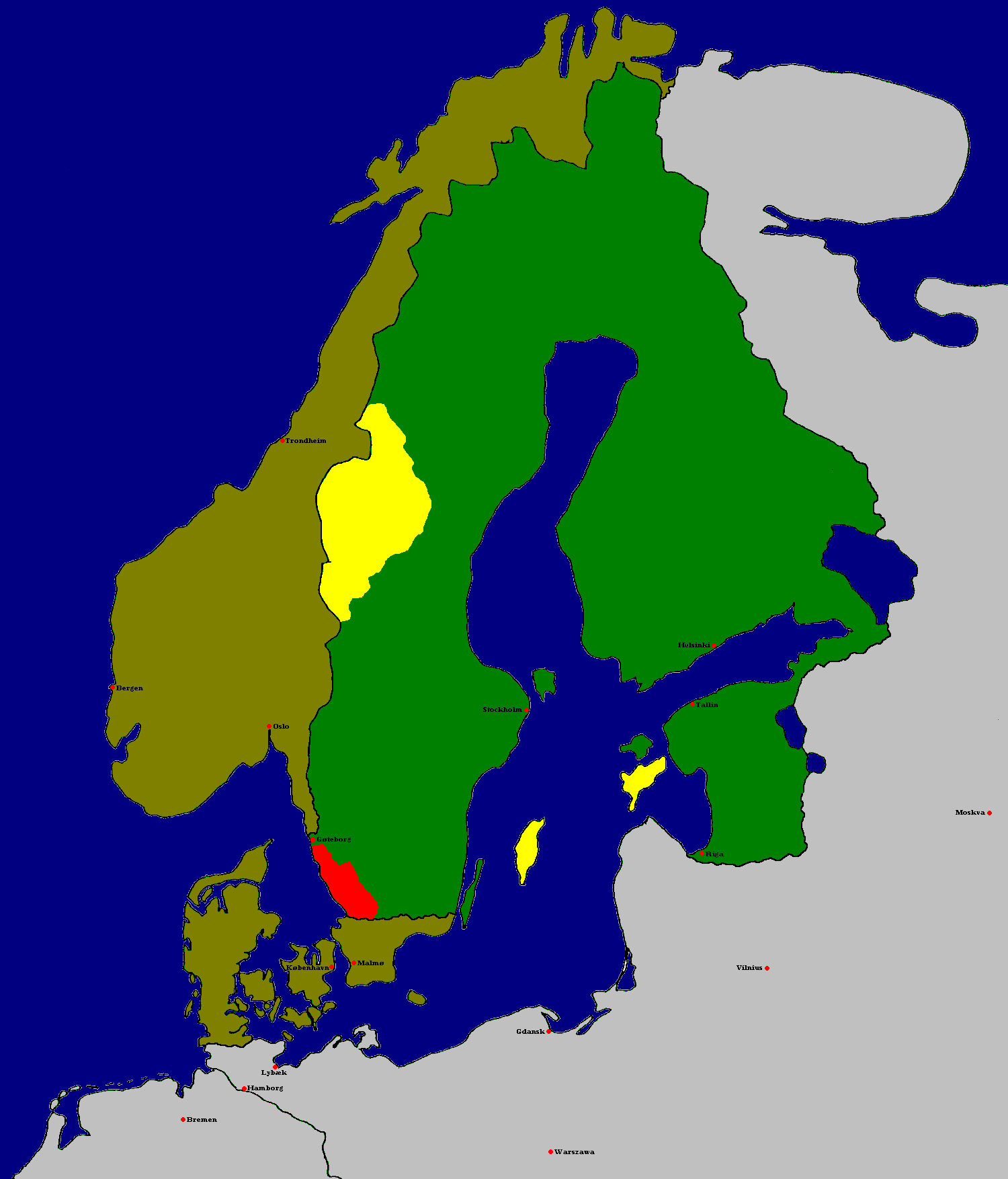
Il trattato di Brömsebro. In giallo, i territori ceduti alla Svezia dalla Danimarca-Norvegia in modo definitivo; in rosso, i territori ceduti per un periodo di 30 anni

Il trattato di Brömsebro (conosciuto anche col nome di pace di Brömsebro) venne firmato il 13 agosto 1645 tra la Svezia e la Danimarca-Norvegia per porre fine alla guerra di Torstenson, un conflitto locale scoppiato nel 1643 e che fa parte della più ampia guerra dei trent'anni. I negoziati fra le due nazioni iniziarono nel febbraio dello stesso anno nel villaggio di Brömsebro, sul confine fra le province di Småland e di Blekinge. La forza militare svedese costrinse la Danimarca ad arrendersi alle richieste della Svezia, cedendo le province, allora norvegesi, di Jämtland, Härjedalen e Idre & Särna, oltre che le isole di Gotland e Saaremaa (allora chiamata Ösel), situate nel mar Baltico.
La Danimarca fu anche costretta a togliere le tasse che faceva pagare alle navi straniere che volevano entrare e uscire dal mar Baltico, passando nelle sue acque territoriali. A garanzia di questo accordo, la Svezia ricevette la provincia di Halland per un periodo di 30 anni.
Nel 1658 venne firmato il trattato di Roskilde, che inaspriva ulteriormente i termini patteggiati con il trattato di Brömsebro.